# Сушачко-каставски партизански одред
Сушачко-каставски народноослободилачки партизански (НОП) одред је био партизанска јединица у саставу Народноослободилачке војске и партизанских одреда Југославије током Другог светског рата у Хрватској.

## Историјат
Формиран је 22. септембра 1943. од устаника са подручја Сушака и Каства и италијанског партизанског батаљона Гарибалди. Имао је три батаљона, са око 800 бораца и био под командом Оперативног штаба НОВ и ПО за Истру. Дејствовао је северно од Каства, Ријеке и Сушака, и у ширем рејону Клане. У другој фази октобарске офанзиве, почетком октобра 1943, напале су га јаке немачке снаге из правца Јелшана и Матуља. У борбама од 2. до 6. октобра Одред је претрпео тешке губитке, нарочито у рејону Обруча, где је само мањи део бораца избегао уништење. Преостали борци пребацили су се у Горски котар и прикључили јединицама 13. дивизије НОВЈ.